# 1846 في المملكة المتحدة
فيما يلي قوائم الأحداث التي وقعت خلال عام 1846 في المملكة المتحدة.

## أحداث
- 1 سبتمبر – اكتشاف نبتون

## سياسة

### تعيين في المنصب
- 29 يونيو – إدوارد سميث ستانلي زعيم حزب المحافظين (المملكة المتحدة).
- 30 يونيو – جون رسل رئيس وزراء المملكة المتحدة.
- 6 يوليو – لورد بالمرستون وزير الدولة للشؤون الخارجية وشؤون الكومنولث [الإنجليزية]‏.

### انتهاء فترة المنصب
- 27 يونيو – آرثر ويلزلي زعيم مجلس اللوردات [الإنجليزية]‏.
- 29 يونيو – روبرت بيل رئيس وزراء المملكة المتحدة.
- 6 يوليو – جورج هاملتون غوردون وزير الدولة للشؤون الخارجية وشؤون الكومنولث [الإنجليزية]‏.

## كتب
من الكتب التي صدرت هذه السنة في المملكة المتحدة:
- 1 يناير – صور من إيطاليا من تأليف تشارلز ديكنز.

## مواليد

### مارس
- 21 مارس – ادموند ريد[1]

### أبريل
- 3 أبريل – بنجامين جاكسون عالم نبات بريطاني.[2]
- 13 أبريل – وليام ماكجريجور رجل أعمال من المملكة المتحدة.

### مايو
- 26 مايو – هيلينا أوغستا فكتوريا ممرضة من المملكة المتحدة.

### سبتمبر
- 7 سبتمبر – دونالد بيتري عالم نبات نيوزيلندي.

### نوفمبر
- 8 نوفمبر – وليم روبرتسون سميث[3]

### ديسمبر
- 6 ديسمبر – آرثر تشامبرز ملاكم من المملكة المتحدة.

## وفيات

### يونيو
- 14 يونيو – هنري ميدلتون (مواليد 1770) سياسي أمريكي.[4]

### سبتمبر
- 3 سبتمبر – إدوارد رادج (مواليد 1763)